# Diari Oficial de l'Uruguai
El Diari Oficial (castellà: Diario Oficial) és el diari oficial de l'Uruguai, és a dir, l'òrgan de publicació de les lleis, disposicions i actes d'inserció obligatòria.
L'organisme públic encarregat de la seva publicació és la Direcció Nacional d'Impressions i Publicacions Oficials (IMPO).